# محمد شاقوری
محمد شاقوری (عربی:  محمد شاقوري؛ زادهٔ ۲۱ مهٔ ۱۹۸۶) بازیکن فوتبال اهل الجزایر است.
از باشگاه‌هایی که در آن بازی کرده‌است می‌توان به باشگاه فوتبال رویال شارلوا و باشگاه فوتبال مون‌پلیه اشاره کرد.
وی همچنین در تیم‌های ملی فوتبال زیر ۱۹ سال فرانسه، زیر ۲۱ سال فرانسه، و الجزایر بازی کرده‌است.